# Franco Ferrari
Franco Ferrari (Rosario, Provincia de Santa Fe, Argentina; 10 de agosto de 1995) es un futbolista argentino nacionalizado italiano. Juega como delantero y su primer equipo fue Scandicci de Italia. Actualmente milita en Salernitana de la Serie C de Italia. Es hermano del también futbolista Gianluca Ferrari.

## Trayectoria
Nacido en Rosario, Franco Ferrari comenzó a jugar al fútbol de muy chico en Central Córdoba, para luego pasar a Tiro Federal también de su ciudad natal.
Fruto de un conveniente existente entre Tiro Federal y Unión de Santa Fe, a principios de 2012 se sumó a las inferiores del tatengue. Allí jugó en 5ª división de AFA y en el equipo de Liga Santafesina; sin embargo ante la falta de oportunidades, en 2014 deja el club santafesino sin haber debutado profesionalmente para irse a probar suerte al fútbol italiano.

## Estadísticas
- Actualizado al 17 de agosto de 2025

| Club                      | Div.                | Temporada           | Liga | Liga | Copa Nacional | Copa Nacional | Copa Internacional | Copa Internacional | Total | Total |
| Club                      | Div.                | Temporada           | PJ   | G    | PJ            | G             | PJ                 | G                  | PJ    | G     |
| ------------------------- | ------------------- | ------------------- | ---- | ---- | ------------- | ------------- | ------------------ | ------------------ | ----- | ----- |
| Scandicci · Italia        | 4.ª                 | 2014/15             | 3    | 0    | -             | -             | -                  | -                  | 3     | 0     |
| Scandicci · Italia        | Total               | Total               | 3    | 0    | -             | -             | -                  | -                  | 3     | 0     |
| Castelfiorentino · Italia | 5.ª                 | 2014/15             | 12   | 11   | -             | -             | -                  | -                  | 12    | 11    |
| Castelfiorentino · Italia | Total               | Total               | 12   | 11   | -             | -             | -                  | -                  | 12    | 11    |
| Montecatini · Italia      | 4.ª                 | 2015/16             | 23   | 12   | -             | -             | -                  | -                  | 23    | 12    |
| Montecatini · Italia      | Total               | Total               | 23   | 12   | -             | -             | -                  | -                  | 23    | 12    |
| Genoa · Italia            | 1.ª                 | 2016/17             | 0    | 0    | 0             | 0             | -                  | -                  | 0     | 0     |
| Genoa · Italia            | Total               | Total               | 0    | 0    | 0             | 0             | -                  | -                  | 0     | 0     |
| Tuttocuoio · Italia       | 3.ª                 | 2016/17             | 19   | 6    | 0             | 0             | -                  | -                  | 19    | 6     |
| Tuttocuoio · Italia       | Total               | Total               | 19   | 6    | 0             | 0             | -                  | -                  | 19    | 6     |
| Pistoiese · Italia        | 3.ª                 | 2017/18             | 35   | 13   | 2             | 0             | -                  | -                  | 37    | 13    |
| Pistoiese · Italia        | Total               | Total               | 35   | 13   | 2             | 0             | -                  | -                  | 37    | 13    |
| Brescia · Italia          | 2.ª                 | 2018/19             | 4    | 0    | 1             | 0             | -                  | -                  | 5     | 0     |
| Brescia · Italia          | Total               | Total               | 4    | 0    | 1             | 0             | -                  | -                  | 5     | 0     |
| Piacenza · Italia         | 3.ª                 | 2018/19             | 21   | 12   | -             | -             | -                  | -                  | 21    | 12    |
| Piacenza · Italia         | Total               | Total               | 21   | 12   | -             | -             | -                  | -                  | 21    | 12    |
| Bari · Italia             | 3.ª                 | 2019/20             | 14   | 1    | 2             | 0             | -                  | -                  | 16    | 1     |
| Bari · Italia             | Total               | Total               | 14   | 1    | 2             | 0             | -                  | -                  | 16    | 1     |
| Livorno · Italia          | 2.ª                 | 2019/20             | 9    | 2    | -             | -             | -                  | -                  | 9     | 2     |
| Livorno · Italia          | Total               | Total               | 9    | 2    | -             | -             | -                  | -                  | 9     | 2     |
| Como · Italia             | 3.ª                 | 2020/21             | 28   | 6    | 1             | 0             | -                  | -                  | 29    | 6     |
| Como · Italia             | Total               | Total               | 28   | 6    | 1             | 0             | -                  | -                  | 29    | 6     |
| Pescara · Italia          | 3.ª                 | 2021/22             | 38   | 17   | 2             | 0             | -                  | -                  | 40    | 17    |
| Pescara · Italia          | Total               | Total               | 38   | 17   | 2             | 0             | -                  | -                  | 40    | 17    |
| Vicenza · Italia          | 3.ª                 | 2022/23             | 39   | 19   | 4             | 5             | -                  | -                  | 43    | 24    |
| Vicenza · Italia          | 3.ª                 | 2023/24             | 40   | 16   | 3             | 1             | -                  | -                  | 43    | 17    |
| Vicenza · Italia          | 3.ª                 | 2024/25             | 20   | 6    | -             | -             | -                  | -                  | 20    | 6     |
| Vicenza · Italia          | Total               | Total               | 99   | 41   | 7             | 6             | -                  | -                  | 106   | 47    |
| Salernitana · Italia      | 3.ª                 | 2025/26             | 0    | 0    | 1             | 0             | -                  | -                  | 1     | 0     |
| Salernitana · Italia      | Total               | Total               | 0    | 0    | 1             | 0             | -                  | -                  | 1     | 0     |
| Total en su carrera       | Total en su carrera | Total en su carrera | 305  | 121  | 16            | 6             | -                  | -                  | 321   | 127   |

## Palmarés

### Campeonatos nacionales
| Título               | Club    | País   | Año  |
| -------------------- | ------- | ------ | ---- |
| Serie B              | Brescia | Italia | 2019 |
| Coppa Italia Serie C | Vicenza | Italia | 2023 |

### Otros logros
| Título               | Club | País   | Año  |
| -------------------- | ---- | ------ | ---- |
| Ascenso a la Serie B | Como | Italia | 2021 |